# Phyllonorycter hilarella
Phyllonorycter hilarella là một loài bướm đêm thuộc họ Gracillariidae. Nó được tìm thấy ở khắp châu Âu, ngoại trừ bán đảo Balkan và các đảo ở Địa Trung Hải.
Sải cánh dài 7–9 mm. Mỗi năm có hai lứa trưởng thành vào cuối tháng 5 và tháng 6 và một lần nữa vào tháng 8.
Ấu trùng ăn Salix aurita, Salix caprea và Salix cinerea. Chúng ăn lá nơi chúng làm tổ.